# The Man from Earth
The Man from Earth és un film dramàtic de ciència-ficció nord-americà de 2007, dirigit per Richard Schenkman i protagonitzat per David Lee Smith. Jerome Bixby va concebre el guió a principi de la dècada de 1960 i el va acabar al seu llit de mort l'abril de 1998. Reflecteix conceptes similars de longevitat que Bixby havia introduït a Requiem for Methuselah, un episodi de Star Trek que es va emetre el 1969.
La trama se centra en John Oldman, un professor universitari que diu ser un cromanyó (o home de les cavernes magdalenià) que ha sobreviscut en secret durant més de 14.000 anys. La pel·lícula està ambientada en la casa d'Oldman i els voltants durant la seva festa de comiat i està composta gairebé totalment de diàlegs. La trama avança per discussions intel·lectuals entre Oldman i els seus col·legues professors.
El film es va rodar en només vuit dies després d'una setmana d'assajos. Va tenir succés en part per ser àmpliament distribuïda a través de xarxes P2P d'Internet. Va ser adaptat per Schenkman en una obra teatral del mateix nom. Va rebre el premi de millor pel·lícula i millor guió al Festival Internacional de Cinema de Rhode Island

## Repartiment
Per ordre d'aparició:
- David Lee Smith com John Oldman
- Tony Todd com Dan
- John Billingsley com Harry
- Ellen Crawford com Edith
- Annika Peterson com Sandy
- William Katt com Art Jenkins
- Alexis Thorpe com Linda Murphy
- Richard Riehle com Dr. Will Gruber
- Robbie Bryan com oficial de policia